# Ficus cyrtophylla
Ficus cyrtophylla là một loài thực vật có hoa trong họ Moraceae. Loài này được (Wall. ex Miq.) Miq. mô tả khoa học đầu tiên năm 1867.